# Chrabrino
Chrabrino (Bulgaars: Храбрино) is een dorp in Bulgarije. Het dorp is gelegen in de gemeente Rodopi, oblast Plovdiv. Het dorp ligt hemelsbreed 13 kilometer ten zuidwesten van Plovdiv en 130 kilometer ten zuiden van Sofia. 

## Bevolking
Op 31 december 2020 telde het dorp Chrabrino 621 inwoners.
|  |

In het dorp wonen voornamelijk etnische Bulgaren. In de optionele volkstelling van 2011 identificeerden 630 van de 633 ondervraagden zichzelf als etnische Bulgaren, oftewel 99,5%.
| Etnische samenstelling van de respondenten (2011) | Etnische samenstelling van de respondenten (2011) | Etnische samenstelling van de respondenten (2011) | Etnische samenstelling van de respondenten (2011) | Etnische samenstelling van de respondenten (2011) |
| ------------------------------------------------- | ------------------------------------------------- | ------------------------------------------------- | ------------------------------------------------- | ------------------------------------------------- |
|                                                   |                                                   |                                                   |                                                   |                                                   |
| Bulgaren                                          | Bulgaren                                          |                                                   | 99,5%                                             | 99,5%                                             |
| Turken                                            | Turken                                            |                                                   | 0,0%                                              | 0,0%                                              |
| Roma                                              | Roma                                              |                                                   | 0,0%                                              | 0,0%                                              |
| Anders/Onbekend                                   | Anders/Onbekend                                   |                                                   | 0,5%                                              | 0,5%                                              |